# Phytomyza pulchelloides
Phytomyza pulchelloides är en tvåvingeart som beskrevs av Henry Wetherbee Henshaw 1989. Phytomyza pulchelloides ingår i släktet Phytomyza och familjen minerarflugor. Inga underarter finns listade i Catalogue of Life.